# 相当温位
相当温位（そうとうおんい、英: equivalent potential temperature）とは、気圧 {\displaystyle P} の空気塊を断熱的に圧力降下させて、飽和した後さらに空気塊がもつ水蒸気をすべて凝結させて完全に乾燥させ、その後は圧力を上昇させて標準的な参照圧力 {\displaystyle P_{0}}（通常は1,000hPa）まで戻すという変化を与えたときに想定される温度である。主に気象学で用いられる。
相当温位は、空気自体が持つ熱と空気中の水蒸気が持つ潜熱を足した熱の総量を、同じ参照気圧に換算することで比較できるようにした値である。空気塊の中で凝結・降水により水が分離してもその空気塊の相当温位は変化しない、つまり保存される。そのため、空気塊が持つ上昇力を知るために非常に適した値で、大気の安定度を示す値の1つとして利用されている。

## 式
相当温位は {\displaystyle \theta _{e}} で表され、以下の式をもって表現される。
{\displaystyle \theta _{e}=\theta \exp \left({\frac {Lw_{s}}{C_{p}T_{d}}}\right)}
このとき {\displaystyle \theta }は温位、Lは凝結により放出される潜熱の定数値（約2,500,000 J/kg）、wsは空気塊が持ち上げ凝結高度に達した時の飽和混合比、Tdは空気塊の露点温度（K）、そしてCpは一定圧力での比熱容量（J K-1 kg-1）である。
上記式を温位を使わずに表すと以下の通り。
{\displaystyle \theta _{e}=T\exp \left({\frac {Lw_{s}}{C_{p}T_{d}}}\right)\left({\frac {p_{0}}{p}}\right)^{\frac {R}{C_{p}}}}
Tは空気塊の現在の気温（K）、Rは大気の気体定数（8.31447 J K-1 mol-1）、pは現在気圧（hPa）、p0は参照気圧1,000（hPa）である。
また、相当温度Teを使って表すと以下の通りとなる。
{\displaystyle \theta _{e}=T_{e}\left({\frac {p_{0}}{p}}\right)^{\frac {R}{C_{p}}}\approx \left(T+{\frac {L}{C_{p}}}w_{s}\right)\left({\frac {p_{0}}{p}}\right)^{\frac {R}{C_{p}}}}

## 相当温位と気象
相当温位は性質上、気温が高いほど、また湿度が高い（=水蒸気量が多い）ほど、大きくなる。気温・湿度ともに高度が高くなるほど低下するため、大気を長期的に観測してその平均をとれば、相当温位は高度とともに減少する。しかし、実際の大気では、中層への暖湿流の流入や、下層への乾燥大気の流入などの移流によって、不均一な状態になることが多く、時に逆転することがある。
大気の鉛直構造、つまり大気の上下方向において、相当温位が高度とともに減少する割合（逓減率）が大きいほど、大気は不安定になる（対流不安定度・潜在不安定度が増す）。これは、相当温位の大きい大気ほど上昇する力（ポテンシャル）が強いためである。
乾燥断熱過程、湿潤断熱過程（凝結した水が空気塊の中に保存される）において、相当温位は保存される。偽断熱過程（凝結した水が降水分離によって空気塊から取り去られる）において、相当温位は保存されない。つまり、雨を降らせたり気温が変化したりしない限り、大気の相当温位は保存されるので、相当温位を観測すれば乾燥大気や暖湿流の移流が推定できる。これを利用して、相当温位の時間-高度分布図を用いて集中豪雨を解析する手法がある。